# Coco Nima
Coco Nima (eigentlich Cobian Adjei-Freeman) (* 1997) ist ein deutscher Schauspieler. Von 2010 bis 2011 spielte er in der Kinderfernsehserie Die Pfefferkörner die Rolle des „Themba Bruhns-Mcomo“.

## Filmografie
- 2010–2011: Die Pfefferkörner (Fernsehserie)
- 2012: Gute Zeiten, schlechte Zeiten (Fernsehserie)
- 2013: Unser Charly (Fernsehserie)
- 2015: Der Bergdoktor (Fernsehserie)
- 2017: ONS upon a time (Kurzfilm)
- 2018: Push it to the Limit (Kurzfilm)

## Theater
- 2017: Mamma hat den besten Shit
- 2018: Gott ist Schwarz
- 2018: Echt
- 2020: Die Mitte der Welt